# Cenometra
Genre
Cenometra est un genre de crinoïdes de la famille des Colobometridae.

## Description et caractéristiques
Ces comatules peuvent avoir jusqu'à 40 bras. Les brachitaxes sont composés de deux ossicules, avec des colerettes adambulacraires. La seconde pinnule est massive, dure et incurvée. 

## Liste des espèces
Selon World Register of Marine Species (29 mars 2015) :
- Cenometra bella (Hartlaub, 1890) -- Océan Indien oriental et Pacifique centre-ouest
- Cenometra emendatrix (Bell, 1892) -- Mascareignes et Océan Indien occidental